# Luribay
Luribay è un comune (municipio in spagnolo) della Bolivia nella provincia di Loayza (dipartimento di La Paz) con 8.521 abitanti (dato 2010).

## Cantoni
Il comune è suddiviso in 6 cantoni (popolazione 2001):
- Anchallani - 1.850 abitanti
- Eduardo Abaroa Colliri - 520 abitanti
- Luribay - 4.140 abitanti
- Poroma - 681 abitanti
- Porvenir - 1.366 abitanti
- Taucarasi - 447 abitanti